# Miquel Amorós
Miquel Amorós (Alcoi, 9 d'abril de 1949) és un historiador, teòric i militant anarquista valencià.

## Biografia
Net d'anarquistes, Miquel Amorós s'apropà a l'anarquisme el 1968. Durant els anys 1970 va participar en la fundació de diversos grups anarquistes com ara Bandera Negra, Tierra Libre, Barricada, Los incontrolados i Trabajadores por la Autonomía Obrera y la revolución social. Passà algun temps a les presons franquistes, abans d'exiliar-se a l'Estat francès.
L'anarquisme proposat per Amorós s'inspira en l'autogestió, la subversió de la vida quotidiana, la història dels consells obrers i també en les mobilitzacions que denuncien el sindicalisme com a forma de lluita desfasada i la moral obrera com a reaccionària. Les seues idees són properes a les del moviment situacionista i als corrents anti-industrials. Amorós es va relacionar amb Guy Debord a principis dels anys 1980. Va participar en la difusió dels Comunicados de la prisión de Segòvia (edicions Muturreko burutazioak) el 1980, on l'autor d'un dels textos «A los libertarios» era precisament Guy Debord. Entre 1984 i 1992, Amorós va ser part de l'equip redactor de la revista francesa post-situacionista Encyclopédie des nuisances al costat de Jaime Semprún.
Amorós ha escrit nombrosos articles a la premsa llibertària. També ha pronunciat conferències sobre qüestions socials, en particular sobre la ideologia del progrés i els perjudicis que ocasiona. En 2009 va publicar una biografia de l'anarquista valencià José Pellicer, fundador de la Columna de Ferro durant la Guerra civil espanyola, que serveix de fil conductor a l'estudi de l'anarquisme al País Valencià. Participa en la revista Argelaga.

## Obra publicada
- El proletariado salvaje. Movimiento asambleario y autonomía obrera.  Alacant: Milvus, 2023. ISBN 9788412590104.
- La Columna de Hierro. Hechos reales, hazañas y fabulaciones sobre la célebre milicia revolucianria del proletariado. Editorial Milvus, 2021.
- Geografies del combat, Editorial Milvus, 2018. ISBN 978-84-948756-1-8[6]
- Los incontrolados de 1937. Memorias militantes de los Amigos de Durruti, Aldarull Edicions, Barcelona, 2014.
- Maroto, el héroe, una biografía del anarquismo andaluz, Virus Editorial, 2011. ISBN 978-84-92559312[7]
- Los Amigos de Ludd, Butlletí d'informació anti-industrial.[8]
- José Pellicer. El anarquista íntegro, vida y obra del fundador de la heroica Columna de Hierro, Virus editorial, Barcelona, 2009. ISBN 978-84-92559-02-2
- Los situacionistas y la anarquía, Muturreko burutazioak, Bilbao, 2008. ISBN 978-84-88455-98-7
- Registro de catástrofes, Ediciones Anagal, 2007.
- Les cartes en francès de Guy Debord a Miquel Amorós figuren Correspondance, volume 6, de Guy Debord, Fayard, París, 2007.
- Durruti en el laberinto, Muturreko burutazioak, Bilbao, 2006. ISBN 84-96044-73-4
- José Peidro de la CNT (en col·laboració amb Andreu Amorós), Likiniano Elkartea, Bilbao, 2005. Biografia de l'avi de Miquel Amorós escrita en col·laboració amb el seu germà Andreu.
- Golpes y contragolpes, Pepitas de Calabaza, Logronyo, 2005. ISBN 84-96044-63-7
- Las Armas de la crítica, Muturreko burutazioak, Bilbao, 2004. ISBN 84-96044-45-9
- La Revolución traicionada. La verdadera historia de Balius y los Amigos de Durruti, Virus Editorial, Barcelona, 2003. ISBN 84-96044-15-7
- Desde abajo y desde afuera, Ediciones Brulot. ISBN  978-84-690-8977-4